# Topographisch Militärische Charte des Herzogtums Holstein (1789–1796) Nr.21
Diese Karte ist in den Jahren 1789 bis 1796 unter der Direktion des Majors Gustav Adolf von Varendorf durch Offiziere des Schleswigschen Infanterieregiments erstellt worden.
Aus einem Ausschnitt der Karte Nr. 21 ist hier eine anklickbare Karte, eine sogenannte Imagemap, für die folgenden Straßen entstanden:
(Hinweis: Bei einem einfachen Klick – linke Maustaste – auf eine Straße in der Karte wird deren Name und Verlauf angezeigt.)
- Alte Lübecker Chaussee, ehemals Lübecker Chaussee
- Aubrook, ehemals Weg nach Hasseldieksdamm, Russeer Weg (Hassee)
- Gärtnerstraße
- Hamburger Chaussee
- Hasseer Straße, ehemals Dorfstraße (Hassee), Hasseer Weg
- Hornheimer Weg
- Kirchhofallee, ehemals Hasseer Weg
- Königsweg
- Lauenburger Straße, ehemals Teil der Alten Lübecker Chaussee
- Lübscher Baum, ehemals Teilstück des Barkauer Weges
- Meimersdorfer Weg
- Preetzer Straße, ehemals Preetzer Chaussee (Gaarden-Ost)
- Rendsburger Landstraße, ehemals Rendsburger Chaussee (Hassee)
- Russeer Weg, ehemals  Wohldsredder, Weg nach Hasseldieksdamm, Bahnhofstraße (Russee)
- Saarbrückenstraße, ehemals Hasseer Weg, Kirchhofallee
- Sophienblatt
- Speckenbeker Weg, ehemals Speckenbek
- Werftstraße, ehemals Schönberger Straße
- Winterbeker Weg
- Zum Brook, ehemals Endteil der Alten Lübecker Chaussee